# Gylis
Gylis († 394 v. Chr.) war ein im späten 5. und Anfang des 4. Jahrhunderts v. Chr. lebender spartanischer Feldherr.
Während des Korinthischen Kriegs, in dem Sparta gegen eine aus Athen, Theben, Argos und Korinth bestehende Koalition griechischer Staaten kämpfte, gewann der spartanische König Agesilaos im August 394 v. Chr. die Schlacht von Koroneia, allerdings ohne dadurch die feindliche Koalition entscheidend schwächen zu können. Am Tag nach der Schlacht suchte Agesilaos festzustellen, ob die gegnerische Armee den Kampf erneuern wolle. Da er selbst verletzt war, befahl er dem Polemarchen Gylis, das spartanische Heer kampfbereit in Schlachtordnung aufstellen und unter dem Klang von Flötenspiel ein Siegeszeichen errichten zu lassen. Die Thebaner aber, die als einzige den Kampf wieder hätten aufnehmen können, gestanden ihre Niederlage ein und baten um Erlaubnis, ihre Gefallenen bestatten zu dürfen. So wurde ein Waffenstillstand geschlossen. Während sich Agesilaos nach Delphi begab, führte Gylis das Heer nach Phokis zurück und unternahm daraufhin einen Einfall nach Lokris. Hier machten die Spartaner große Beute. Als sie sich abends wieder zurückzogen, setzten ihnen die Lokrer nach und warfen Steine und Speere auf sie. Sobald aber die Spartaner sich gegen sie wandten, sie verfolgten und einige von ihnen erschlugen, setzten die Lokrer ihnen nicht mehr im Rücken nach, sondern griffen sie von den umliegenden Anhöhen an. Nun versuchten die Spartaner, dem Feind auch auf den Anhöhen nachzusetzen. Als es aber dunkel wurde und sie sich wieder zurückziehen wollten, fielen einige in den unwegsamen Gegenden, wieder andere durch von den Lokrern abgeschossene Pfeile. So fanden Gylis und viele seiner Leute den Tod, und wenn die Truppen aus dem Lager, die eben die Abendmahlzeit hielten, nicht zu Hilfe gekommen wären, so hätte für alle Gefahr bestanden, umzukommen.